# فیلم لگو بتمن
فیلم لگو بتمن (به انگلیسی: The Lego Batman Movie) یک فیلم پویانمایی رایانه‌ای سه‌بعدی استرالیایی-دانمارکی-آمریکایی در ژانر کمدی ابرقهرمانی از محصولات استودیو وارنر برادرز انیمیشن است. این فیلم به کارگردانی کریس مک‌کی و نویسندگی سث گراهام-اسمیث، اریک سامرز و جرد استرن به عنوان اثری مشتق بر فیلم لگو محصول سال ۲۰۱۴ محسوب می‌شود، که تمرکز آن بر روی شخصیت ابرقهرمان شرکت دی‌سی کامیکس، بتمن است. از صداپیشگان آن می‌توان به ویل آرنت، زک گالیفیناکیس، مایکل سرا، رزاریو داوسون، ریف فاینز و ماریا کری اشاره کرد.
نمایش افتتاحیه جهانی فیلم لگو بتمن در ۲۹ ژانویه ۲۰۱۷ و در دوبلین، ایرلند بود و سپس توسط برادران وارنر در ۱۰ فوریه ۲۰۱۷، در ایالات متحده به صورت سه‌بعدی و آی‌مکس اکران شد. فیلم به‌طور کلی با واکنش‌های مثبتی از سوی منتقدان همراه بود که پویانمایی، صداپیشگی، موسیقی، سبک بصری و شوخی‌های آن مورد تحسین قرار گرفت و از نظر تجاری نیز موفق بود و ۳۱۲ میلیون دلار در سراسر جهان فروش کرد در حالی که ۸۰ میلیون دلار بودجه ساخت آن بوده است. 

## داستان
تمامی خلافکاران شهر گاتهام به ریاست جوکر شهر را بهم می‌زنند و زیر شهر یک بمب کار می‌گذارند. اما بتمن شهر را از دست آنها نجات می‌دهد. در پایان مبارزه بتمن با خلافکاران، جوکر ادعا می‌کند بدترین و قوی‌ترین دشمن بتمن است و تنها او می‌تواند بتمن را به مرز جنون برساند. اما او به جوکر می‌گوید که خلاف این جریان است و باعث ناراحت شدن اش می‌شود و بعد او را به همراه بقیه خلافکارها نظیر: پنگوئن، بین، من-بت، زن گربه‌ای، مستر فریز، پویزن آی‌وی، کلی‌فیس، ریدلر، زبرا من، مترسک، کلندر من، هارلی کویین، پولکا دات من، کریزی کوئیلت و … به تیمارستان آرکهام می‌اندازد. در همین حال جیمز گوردون خود را کاملاً بازنشست کرده و دختر اش باربارا گوردون را رسماً تبدیل به کمیسر می‌کند. بتمن که احساس خطر می‌کند تصمیم می‌گیرد دستگاهی به اسم (منتقل کننده شبح وار) را بدزد تا بتواند جوکر را به یک خلع جدا از جهان بفرستد. اما تنهایی از پس این کار بر نمی‌آید. چرا که این دستگاه در پناهگاه سوپرمن است. اما پس از آشنایی با پسر جوانی به نام دیک گریسون آن را تبدیل به قهرمانی به اسم رابین می‌کند و دستگاه (منتقل کننده شبح‌وار) را به دست می‌آورد و جوکر را به منطقه شبح می‌فرستد. اما جوکر در منطقه شبح با افرادی مثل: خون‌آشام، جادوگر، کینگ کونگ و … همدست ای می‌کند تا از منطقه شبح بیرون بیاید و بتمن را یک بار برای همیشه شکست دهد.

## صداپیشگان
- ویل آرنت در نقش بروس وین / بتمن
- زک گالیفیناکیس در نقش جوکر
- مایکل سرا در نقش دیک گریسون / رابین
- رزاریو داوسون در نقش باربارا گوردون / بت‌گرل
- ریف فاینز در نقش آلفرد پنی‌ورث
- جنی سلیت در نقش دکتر هارلین کویینزل / هارلی کوئین
- هکتور الیزوندو در نقش کمیسر جیمز گوردون
- الی کمپر در نقش فیلیس
- ماریا کری در نقش میر مکسکیل
- سوزان بنت (سیری) در نقش بت‌کامپیوتر
- بیلی دی ویلیامز در نقش هاروی دنت / دوچهره
- کونان اوبراین در نقش ادوارد نیگما / ریدلر
- داگلاس بنسون در نقش بِین
- جیسون منتزوکس در نقش دکتر جاناتان کرین / مترسک
- زوئی کراویتز در نقش سیلینا کایل / زن گربه‌ای
- کیت میکوچی در نقش کِلی‌فیس
- ریکی لیندهوم در نقش دکتر پاملا آیزلی / پویزن آی‌وی
- چنینگ تیتوم در نقش کلارک کنت / سوپرمن
- جونا هیل در نقش هال جردن / فانوس سبز
- آدام دیواین در نقش بری آلن / فلش
- مت ویلا در نقش کیلر کراک
- ادی ایزارد در نقش لرد ولدمورت
- ست گرین در نقش کینگ کونگ
- جامین کلمنت در نقش سائورون